# Jacob Trouba
Jacob Trouba (ur. 26 lutego 1994 w Rochester, Michigan) – amerykański hokeista, reprezentant USA.

## Kariera klubowa
- Compuware U16 (2009–2010)
- USNTDP Juniors (2010–2011)
- U.S. National U17 Team (2010–2011)
- U.S. National U18 Team (2011–2012)
- Michigan Wolverines (2012–2013)
- Winnipeg Jets (2012-2019)
- New York Rangers (2019-)

Grał w lidze juniorskiej USHL. Od 2012 zawodnik Michigan Wolverines, drużyny akademickiej uczelni University of Michigan w lidze NCAA. W drafcie NHL z 2012 został wybrany przez Winnipeg Jets w pierwszej rundzie z numerem 9. W kwietniu 2013 podpisał z tym klubem kontrakt wstępny do rozgrywek NHL. W listopadzie 2016 przedłużył kontrakt o dwa lata. W czerwcu 2019 przeszedł do New York Rangers, gdzie w lipcu tego roku podpisał siedmioletnią umowę.

## Kariera reprezentacyjna
Został reprezentantem USA. Występował w kadrach juniorskich kraju na mistrzostwach świata do lat 17 (2011), do lat 18 (2011, 2012) i do lat 20 (2012, 2013). W kadrze seniorskiej uczestniczył w turnieju mistrzostw świata w 2013 (w wieku 19 lat), 2014, 2017. W barwach zespołu Ameryki Północnej do lat 23 brał udział w turnieju Pucharu Świata 2016.

## Sukcesy
Reprezentacyjne
- Srebrny medal mistrzostw świata juniorów do lat 17: 2011
- Złoty medal mistrzostw świata juniorów do lat 18: 2011, 2012
- Złoty medal mistrzostw świata juniorów do lat 20: 2013
- Brązowy medal mistrzostw świata: 2013

Indywidualne
- Sezon NCAA (CCHA) 2012/2013:
  - Skład gwiazd
- Sezon USHL 2010/2011:
  - Skład gwiazd pierwszoroczniaków
  - Pierwszy skład gwiazd
  - Najlepszy ofensywny obrońca
  - Pierwszy skład gwiazd Amerykanów NCAA (West)
- Mistrzostwa Świata Juniorów w Hokeju na Lodzie 2013/Elita:
  - Pierwsze miejsce w klasyfikacji strzelców wśród obrońców: 5 goli
  - Pierwsze miejsce w klasyfikacji kanadyjskiej wśród obrońców: 9 punktów
  - Skład gwiazd turnieju
  - Najlepszy obrońca turnieju
  - Jeden z trzech najlepszych zawodników reprezentacji